# New Braintree (Massachusetts)
New Braintree est une ville du Comté de Worcester dans l’État du Massachusetts.
Elle a été incorporée en 1775.
Sa population était de 996 habitants en 2020.